# Нечволод Данило Андрійович
Нечволод Данило Андрійович (2000—2023) — старший сержант державної прикордонної служби України, учасник російсько-української війни.

## Життєпис
Народився 21 лютого 2000 року на Донеччині.
2014 року, коли почалася війна на сході, він переїхав до Коломия Івано-Франківськ.
2018 року підписав контракт, служив Херсонський прикордонний загін. Брав участь у звільненнях Маріуполь, Авдіївка, Волноваха, і Херсон.
Загинув 22 червня 2023 року на Херсонщині, звільняючи лівий берег Дніпра.
Похований 29 серпня 2023 року на Алеї Слави Коломийського кладовища.
Залишилися бабуся, дружина.

## Нагороди
- Орден «За мужність» III ступеня (посмертно)[джерело?]